# Deutsches Generalkonsulat Shanghai

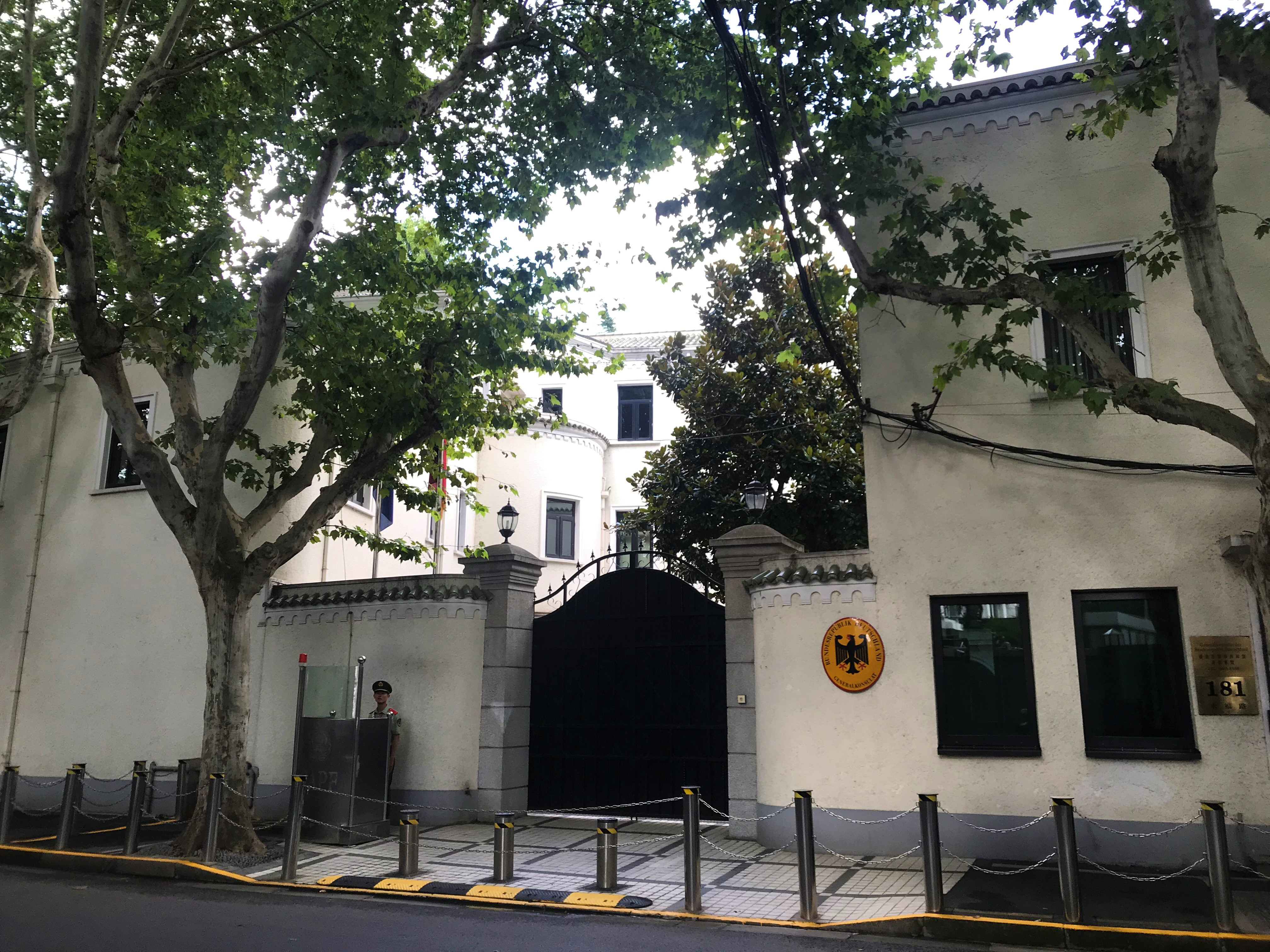
Das aktuelle Konsulatgebäude

Das Generalkonsulat der Bundesrepublik Deutschland in Shanghai existiert seit 1982 und hat seinen Sitz in der Yongfu Lu 181 in Shanghai.

## Geschichte

Deutsches Generalkonsulat (Mitte) in der Huangpu-Straße 9–10

Friedrich Albert Graf zu Eulenburg leitete in den Jahren 1859 bis 1862 die Preußische Ostasienexpedition nach China, Japan und Siam, durch die diplomatische Beziehungen zwischen China und Deutschland eingeleitet wurden. Schon am 2. September 1861 schlossen Preußen und die Staaten des Deutschen Zollvereins mit China einen Freundschafts-, Handels- und Schifffahrtsvertrag, der 1863 ratifiziert wurde und den deutschen Staaten das Recht zuerkannte, in China Konsulate einzurichten. Schon ab 1862 gab es ein solches in Shanghai.
Der erste preußische Konsul in Shanghai wurde C. W. Overweg, der erste Konsul des Norddeutschen Bundes bzw. später des Deutschen Reiches wurde Walter Georg Alfred Annecke. Ab dem 21. Oktober 1875 war Carl Conrad Friedrich Lueder Konsul in Shanghai. Am 12. November 1877 wurde er der erste Generalkonsul.
Joseph Maria von Radowitz schilderte in seinen Briefen aus Ostasien die Zustände in der Frühzeit des Konsulats in Shanghai:

„Kein Mensch, der nach dem neuen Vertreter des Königs von Preußen im Chinesenlande gefragt hätte. Stundenlang zogen wir (bei drückendster Hitze) zwischen brüllenden, schleppenden, stoßenden, stinkenden Chinesen und der schlimmsten Sorte von Europäern herum. [...] Brandt (der spätere deutsche Botschafter in Peking) macht sich auf die Suche nach der »Königlich preußischen Behörde«, während wir auf offener Straße unser Gepäck bewachen. Nach zwei Stunden erscheint er wieder mit Herrn Overweg jun., charmanter junger Mann, weniger erfreut als überrascht uns vorzufinden [...] Junior [...] gab zu verstehen, es würde dem allseitigen Besten entsprechen, wenn wir wieder sofort nach Hause fahren wollten. Nachdem wir dies abgelehnt hatten, nimmt er freundlich Herrn v. Rehfues (Generalkonsul) in seinen Penaten auf, überlässt uns anderen aber, irgendwo sonst zu bleiben. [...] Überwältigt von der Hitze und den Beschwerden des Tages ziehe ich zu Herrn Overweg jun. und eröffne ihm klar, dass ich eventuell auch in seinem eigenen Bette, jedenfalls aber bei ihm die nächste Nacht zubringen würde.“

1917 brachen die diplomatischen Beziehungen zwischen dem Deutschen Reich und China ab. Erst nach dem Übereinkommen zur Wiederherstellung des Friedenszustandes 1921 wurde wieder ein deutsches Generalkonsulat in Shanghai eingerichtet, das bis zum Ende des Zweiten Weltkriegs unter dieser Bezeichnung existierte und danach noch einige Zeit als nichtamtliche Hilfsstelle für Angehörige der deutschen Kolonie tätig war.

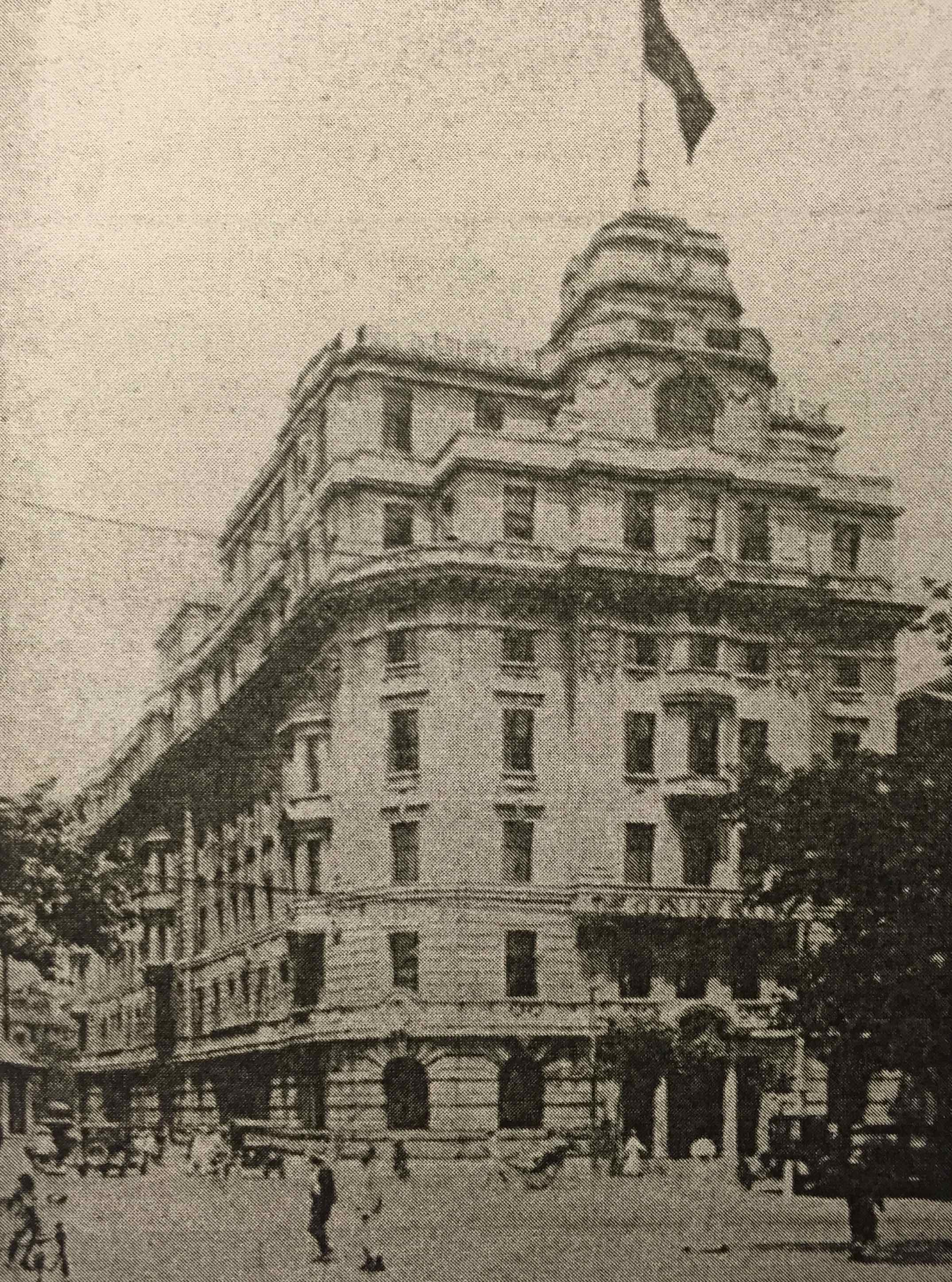
The Glen Line Building, Shanghai

Im Jahr 1937 zog das Generalkonsulat zum Glen Line Building am Bund, wo es bis zum Ende des Zweiten Weltkriegs lag.
Seit dem 15. Oktober 1982 gibt es in Shanghai ein Generalkonsulat der Bundesrepublik Deutschland, das seit der Wiedervereinigung auch für die Bundesländer, die einst zur DDR gehörten, zuständig ist.
2012 werden laut der Homepage der Vertretungen der Bundesrepublik Deutschland in China „40 Jahre deutsch-chinesische Beziehungen“ und am 15. Oktober 2012 speziell „30 Jahre Generalkonsulat Shanghai“ gefeiert.

### Deutsche Generalkonsuln seit 1877
- 1869–1875: Walter Georg Alfred Annecke (1835–1896)
- 1875–1879: Carl Lueder (ab 1877 Generalkonsul)
- 1879–1884: Johann Heinrich Focke (1843–1916)
- 1884–1888: Johannes Lührsen (1838–1903)
- 1888–1899: Oscar Wilhelm Stübel (1846–1921)
- 1899–1906: Wilhelm Knappe (1855–1910)
- 1907–1912: Paul von Buri (1860–1922)
- 1913–1917: Hubert Knipping (1868–1955)

1917–1921: Unterbrechung der Beziehungen
- 1921–1929:
- 1929–1933: Heinrich Rüdt von Collenberg (1875–1954)
- 1934–1937: Hermann Kriebel (1876–1941)
- 1941–1945: Martin Fischer (1882–1961)

1945–1982: Unterbrechung der Beziehungen
- 1983–1985: Werner Handke[6]
- 1985–1991: Hannelore Theodor
- 1991–1994: Helmut Arndt
- 1995–1998: Rolf-Rüdiger Zirpel
- 1998–2002: Kurt Leonberger
- 2002–2007: Wolfgang Röhr
- 2007–2010: Albrecht von der Heyden
- 2010–2014: Wolfgang Röhr
- 2014–2017: Peter Rothen[7]
- 2017–2021: Christine Althauser
- 2021–2024: Pit Heltmann
- seit 2024: Norbert Riedel

## Gebäude
Das Generalkonsulat der Bundesrepublik Deutschland in Shanghai nutzt die Neue Kanzlei in der Yongfu Lu 181. 
Die Yongfu Lu ist eine 1930 in der Französischen Konzession angelegte Straße, die bis 1943 Route Père Huc oder Route du Père Huc bzw. auf Chinesisch Gu shenfu lu genannt wurde. 
Die Neue Kanzlei wurde 1935 im spanischen Stil für eine Familie Shen gebaut. Ab 1953 wurde sie als Sanatorium für die Mitarbeiter des Shanghaier Textilamtes genutzt; diese Verwendung fand erst mit der Übernahme durch das Generalkonsulat der Bundesrepublik Deutschland ein Ende.